# Сканирование мозга
«Сканирование мозга» (англ. Brainscan) — американский фантастический слэшер 1994 года режиссёра Джона Флинна по сценарию Эндрю Кевина Уокера. Дистрибьютором фильма выступила независимая компания Triumph Films.

## Сюжет
Молодой парень Майкл (Эдвард Фёрлонг) по совету приятеля приобретает компьютерную игру «Сканирование мозга». Игра проникает в его подсознание посредством телевизионного сигнала, заставляя его оказаться в виртуальной реальности, которая ничем не отличается от реального мира. По сюжету игры Майклу предстоит убить человека и отрезать его ступню, чтобы невидимый комментатор по имени Ловкач (англ. Trickster, его играет Райдер Смит) засчитал выполнение задания. На следующий день из новостей Майкл узнаёт о жестоком убийстве, которое произошло в соседнем квартале, а заглянув в свой холодильник, обнаруживает ступню убитого. Парень с ужасом понимает, что убийство произошло на самом деле, и мало того — его совершил он. Одновременно таинственным образом из телевизора выходит Ловкач и заставляет Майкла продолжить игру, угрожая в случае отказа сдать его полиции в лице детектива Хейдена (Фрэнк Ланджелла).

## В ролях
- Эдвард Фёрлонг — Майкл Брауэр
- Фрэнк Ланджелла — детектив Хейден
- Эми Харгривз — Кимберли
- Джейми Марш — Кайл
- Виктор Эртманис — Мартин
- Дэвид Хемблен — доктор Фромберг
- Т. Райдер Смит — Ловкач

## Критика
Фильм получил отрицательные отзывы критиков. На сайте агрегаторе-рецензий Rotten Tomatoes, картина имеет 13 % «свежести» на основе 16 рецензий. Entertainment Weekly присвоил Brainscan оценку «D» и заявил, что «несмотря на зловещую предпосылку, Brainscan не предлагает ничего, кроме острых ощущений».